# غفاشتينورن
غفاشتينورن (بالإنجليزية: Gwächtenhorn)‏ هو أحد جبال سلسلة جبال الألب أوري وجزء من القمة الأم داماستوك يقع في كانتون أوري وكانتون برن، سويسرا. يبلغ ارتفاع الجبل حوالي 3420 متر، بينما يبلغ ارتفاع نتوء الجبل 218 متر.